# Хварцкия, Мушни Хумсаевич
Мушни Хумсаевич Хварцкия (абх. Мушьни Хәымса-иҧа Хәарцкьиа) — ученый археолог, сотрудник Абхазского государственного музея, участник грузино-абхазской войны 1992—1993 гг., герой Абхазии.

## Биография
Родился в 1955 году.
Окончил Сухумскую школу № 10 им. Н.Лакоба.
После окончания службы в Советской армии в 1973—1975 гг., в 1981 окончил исторический факультет Абхазского государственного университета, работал научным сотрудником Абхазского государственного музея (1983—1992), был с 1987 г. соискателем учёной степени кандидата исторических наук в Ленинградском отделении Института археологии АН СССР (с 1987 г.), работал над диссертационной темой: «Нижний палеолит северной Абхазии».
14 августа 1992 года Мушни со своими друзьями принял бой на Красном мосту. Затем он становится командиром отдельного батальона специального назначения (19.08.1992 — 24.08.1992), командиром Гумистинского оборонительного рубежа (24.08.1992 — 18.10.1992). Будучи командиром батальона он сам лично участвовал в боевых вылазках через р. Гумиста. В самом начальном этапе войны под его командованием было остановлено крупномасштабное наступление противника на гумистинском фронте (31.08. — 1.09.1992 г.).
После Гагрской операции Хварцкия М. Х. был направлен на Восточный фронт в должности представителя Генерального штаба Вооружённых сил р. Абхазия по Очамчирско-Ткварчельскому направлению (19.10.1992 — 6.12.1992), где стал одним из организаторов освобождения с. Кочара, имевшему стратегическое значение (29-30.11.1992). Кроме того, он принимал участие в вылазках в тыл врага в составе спецгруппы, сформированной им самим.
На обоих фронтах на его счету в разных боевых ситуациях — 5 подбитых единиц бронетехники (танков, БМП, БТР). Погиб в с. Лашкиндар (ныне Цхинцкар) 6.12.1992 при отражении атаки противника.
Ему присвоено звание Героя Абхазии (30.12.1993). Он был уверен в правоте и победе: «Я верю в свой народ и в то, что мы победим, что через эту победу и страдания мы возродился другими, на качественно новом уровне» — говорил он в дни войны.
Когда в 2009 году в Абхазии был проведён первый этап проекта «Имя Абхазии» (аналог «Имя Россия»), по его итогам по результатам интернет-голосования вперёд с большим отрывом от остальных вырвались Мушни Хварцкия и Нестор Лакоба (проект завершён не был).
Мушни Хварцкия был не только командиром, военачальником, но и исследователем каменного века Абхазии. Его перу принадлежит ряд научных трудов. В 2005 г. в Санкт-Петербурге была опубликована коллективная монография: «Мачагуа — памятник среднего каменного века в Абхазии», в которой были впервые опубликованы результаты многолетних комплексных исследований Мушни Хумсаевичем Хварцкия многослойного среднепалеолитического памятника Мачагуа в районе с. Хуап. (М. Х. Хварцкия, Н. Е. Полякова, А. К. Очередной. — СПб., 2005. − 138, [72] с.: карты, граф., планы, рис. — Библиогр.: с. 138—140).
Похоронен в с. Лыхны на исторической поляне «Лыхнашта».